# Bilheteria dos cinemas no Brasil em 2018
Lista com o valor de arrecadação em reais e o público dos principais filmes lançados nos cinemas de todo o Brasil no ano de 2018.

## Líderes de arrecadação nos fins de semana
| Data            | Filme                                         | Arrecadação (em R$) | Público   | Notas                                           | Ref.  |
| --------------- | --------------------------------------------- | ------------------- | --------- | ----------------------------------------------- | ----- |
| 7 de janeiro    | Jumanji: Bem-Vindo à Selva                    | 16 075 151          | 920 452   |                                                 |       |
| 14 de janeiro   | Jumanji: Bem-Vindo à Selva                    | 11 159 593          | 628 974   |                                                 |       |
| 21 de janeiro   | Jumanji: Bem-Vindo à Selva                    | 7 277 452           | 417 717   |                                                 |       |
| 28 de janeiro   | Maze Runner: A Cura Mortal                    | 7 269 159           | 413 504   |                                                 |       |
| 4 de fevereiro  | Maze Runner: A Cura Mortal                    | 4 160 420           | 238 709   |                                                 |       |
| 11 de fevereiro | Cinquenta Tons de Liberdade                   | 19 509 835          | 1 184 139 |                                                 |       |
| 18 de fevereiro | Pantera Negra                                 | 31 010 013          | 1 707 543 |                                                 |       |
| 25 de fevereiro | Pantera Negra                                 | 19 517 337          | 1 086 351 |                                                 |       |
| 4 de março      | Pantera Negra                                 | 14 381 294          | 795 991   |                                                 |       |
| 11 de março     | Pantera Negra                                 | 10 294 601          | 576 764   |                                                 | [ 1 ] |
| 18 de março     | Tomb Raider: A Origem                         | 6 425 748           | 350 361   |                                                 |       |
| 25 de março     | Círculo de Fogo: A Revolta                    | 8 147 468           | 292 719   |                                                 |       |
| 1 de abril      | Nada a Perder: Contra Tudo, Por Todos[a]      | 26 071 548          | 2 211 947 | Filme brasileiro                                |       |
| 8 de abril      | Nada a Perder: Contra Tudo, Por Todos[a]      | 14 406 388          | 1 292 981 |                                                 |       |
| 15 de abril     | Nada a Perder: Contra Tudo, Por Todos[a]      | 12 574 752          | 1 129 914 |                                                 |       |
| 22 de abril     | Nada a Perder: Contra Tudo, Por Todos[a]      | 11 879 173          | 1 137 173 |                                                 |       |
| 29 de abril     | Vingadores: Guerra Infinita                   | 65 127 813          | 3 654 770 | Maior bilheteria de estreia de todos os tempos. | [ 2 ] |
| 05 de maio      | Vingadores: Guerra Infinita                   | 42 511 812          | 2 367 084 |                                                 |       |
| 12 de maio      | Vingadores: Guerra Infinita                   | 22 026 648          | 1 213 323 |                                                 |       |
| 19 de maio      | Deadpool 2                                    | 21 654 070          | 1 327 087 |                                                 |       |
| 26 de maio      | Deadpool 2                                    | 7 865 617           | 502 910   |                                                 |       |
| 3 de junho      | Deadpool 2                                    | 10 201 094          | 620 733   |                                                 |       |
| 10 de junho     | Oito Mulheres e Um Segredo                    | 6 067 797           | 339 354   |                                                 |       |
| 17 de junho     | Jurassic World: Reino Ameaçado                | 11 330 088          | 625 036   | Pré-estreia                                     |       |
| 24 de junho     | Jurassic World: Reino Ameaçado                | 15 832 167          | 871 253   |                                                 |       |
| 1 de julho      | Os Incríveis 2                                | 25 203 501          | 1 494 054 |                                                 |       |
| 8 de julho      | Os Incríveis 2                                | 19 654 278          | 1 185 072 |                                                 |       |
| 15 de julho     | Hotel Transilvânia 3: Férias Monstruosas      | 14 183 174          | 879 468   |                                                 |       |
| 22 de julho     | Hotel Transilvânia 3: Férias Monstruosas      | 12 048 560          | 763 543   |                                                 |       |
| 29 de julho     | Missão Impossível - Efeito Fallout            | 13 226 803          | 695 271   |                                                 |       |
| 5 de agosto     | Missão Impossível - Efeito Fallout            | 9 163 577           | 465 591   |                                                 |       |
| 12 de agosto    | Megatubarão                                   | 7 753 694           | 436 822   |                                                 |       |
| 19 de agosto    | Megatubarão                                   | 5 531 421           | 322 980   |                                                 |       |
| 26 de agosto    | Megatubarão                                   | 3 450 914           | 203 076   |                                                 |       |
| 2 de setembro   | Os Jovens Titãs em Ação! Nos Cinemas          | 4 067 506           | 268 733   |                                                 |       |
| 9 de setembro   | A Freira                                      | 25 638 732          | 1 586 530 |                                                 |       |
| 14 de setembro  | A Freira                                      | 14 158 102          | 882 285   |                                                 |       |
| 21 de setembro  | A Freira                                      | 7 079 678           | 440 433   |                                                 |       |
| 28 de setembro  | Pépequeno                                     | 5 100 858           | 308 681   |                                                 |       |
| 4 de outubro    | Venom                                         | 18 814 181          | 1 061 278 |                                                 |       |
| 11 de outubro   | Venom                                         | 17 849 812          | 1 008 943 |                                                 |       |
| 18 de outubro   | Venom                                         | 7 256 791           | 416 833   |                                                 |       |
| 25 de outubro   | Halloween                                     | 5 058 046           | 326 457   |                                                 |       |
| 1 de novembro   | Bohemian Rhapsody                             | 9 683 154           | 503 795   |                                                 |       |
| 8 de novembro   | Bohemian Rhapsody                             | 7 913 509           | 415 521   |                                                 |       |
| 15 de novembro  | Animais Fantásticos: Os Crimes de Grindelwald | 21 641 140          | 1 160 500 |                                                 |       |
| 22 de novembro  | Animais Fantásticos: Os Crimes de Grindelwald | 7 843 983           | 442 151   |                                                 |       |
| 29 de novembro  | Animais Fantásticos: Os Crimes de Grindelwald | 4 685 605           | 258 273   |                                                 |       |
| 6 de dezembro   | Robin Hood: A Origem                          | 3 181 342           | 196 803   |                                                 |       |
| 13 de dezembro  | Aquaman                                       | 28 362 626          | 1 583 004 |                                                 |       |
| 20 de dezembro  | Aquaman                                       | 18 297 005          | 1 032 293 |                                                 |       |
| 27 de dezembro  | Aquaman                                       | 15 569 372          | 894 793   |                                                 |       |

Notas
- ↑[a] Assim como Os Dez Mandamentos, também produzido por uma subsidiária da Igreja Universal do Reino de Deus, em 2016, Nada a Perder teve relatos de salas vazias com todos os ingressos vendidos, indicando uma discrepância entre o número relatado de espectadores e o público real.[3][4]

## Arrecadação total
| #  | Filme                                         | Estúdio                            | Arrecadação(em R$) | Público Total | Ref.  |
| -- | --------------------------------------------- | ---------------------------------- | ------------------ | ------------- | ----- |
| 1  | Vingadores: Guerra Infinita                   | Walt Disney Studios                | 259.976.071        | 14.572.181    |       |
| 2  | Aquaman                                       | Warner Bros.                       | 149.182.110        | 8.580.649     | [ 5 ] |
| 3  | Os Incríveis 2                                | Walt Disney Studios                | 145.011.793        | 9.815.436     |       |
| 4  | Pantera Negra                                 | Walt Disney Studios                | 134.548.006        | 7.471.136     |       |
| 5  | Nada a Perder: Contra Tudo, Por Todos         | Downtown Filmes / Paris Filmes     | 120.552.973        | 11.944.985    |       |
| 6  | Jurassic World: Reino Ameaçado                | Universal Pictures                 | 114.004.409        | 5.292.880     |       |
| 7  | Minha Vida em Marte                           | Downtown Filmes/Paris Filmes       | 80.291.278,00      | 5.180.437     | [ 6 ] |
| 8  | Jumanji: Bem-Vindo à Selva                    | Sony Pictures                      | 78.825.709         | 4.772.127     |       |
| 9  | A Freira                                      | Warner Bros.                       | 76.375.810         | 5.293.026     |       |
| 10 | Hotel Transilvânia 3: Férias Monstruosas      | Sony Pictures                      | 75.656.963         | 5.375.364     |       |
| 11 | Venom                                         | Sony Pictures                      | 72.243.415         | 4.605.459     |       |
| 12 | Deadpool 2                                    | 20th Century Fox                   | 67.058.000         | 4.632.997     |       |
| 13 | Cinquenta Tons de Liberdade                   | Universal Pictures                 | 64.423.845         | 4.331.153     |       |
| 14 | Animais Fantásticos: Os Crimes de Grindelwald | Warner Bros.                       | 59.301.701         | 3.550.891     |       |
| 15 | Bohemian Rhapsody                             | 20th Century Fox                   | 54.039.146         | 3.010.124     |       |
| 16 | Homem-Formiga e a Vespa                       | Walt Disney Studios                | 50.051.271         | 3.262.152     |       |
| 17 | O Touro Ferdinando                            | 20th Century Fox                   | 47.176.199         | 3.450.295     |       |
| 18 | Missão Impossível - Efeito Fallout            | Paramount Pictures                 | 44.626.692         | 2.550.784     |       |
| 19 | Os Farofeiros                                 | Downtown Filmes / 20th Century Fox | 36.820.843         | 2.604.658     |       |
| 20 | Viva - A Vida é uma Festa                     | Walt Disney Studios                | 30.399.495         | 1.968.612     |       |